# Adelheid van Vexin
Adelheid, gravin van Vexin (4 oktober 1160 – ca. 1220) was een dochter van Lodewijk VII van Frankrijk en zijn tweede echtgenote Constance van Castilië. Zij was voorbestemd om te trouwen met Richard I van Engeland, die echter van het huwelijk afzag omdat Adelheid was verwikkeld geraakt in een schandaal (hoewel het ook uit politiek opportunisme kan zijn geweest).
Zij wordt ook Alys, Alaïs, Adélaïde, Adèle, Alais, of Alix van Vexin genoemd. Dit leidt tot verwarring met haar halfzuster, Adelheid van Blois, de dochter van Lodewijk VII van Frankrijk bij zijn eerste echtgenote, Eleonora van Aquitanië.

## Biografie
Adelheids moeder Constance stierf in het kraambed. Vijf weken later hertrouwde haar vader al met Adelheid van Champagne, die de moeder werd van de lang verwachte mannelijke troonopvolger. In januari 1169 bereikte haar vader een akkoord met koning Hendrik II van Engeland om Adelheid te verloven met prins Richard van Engeland. De acht jaar oude Adelheid werd daarop naar Engeland gestuurd als pupil van Hendrik II.
Haar toekomstige schoonvader hield haar verschillende jaren aan het Engelse hof zonder dat er een huwelijk werd gesloten. Rond 1177 werd dit een schandaal en een onderwerp van conflict tussen Engeland en Frankrijk. In naam van paus Alexander III dreigde kardinaal Peter van St. Chrysogonus ermee om de Engelse bezittingen op het continent onder interdict te plaatsen als Hendrik II geen werk maakte van het huwelijk tussen Alys en zijn zoon. Dit had geen resultaat. Er waren geruchten dat Alys de maîtresse was geworden van Hendrik II en een kind van hem had.
Bij de dood van Hendrik II in 1189 kwam haar verloofde Richard Leeuwenhart op de troon. Deze verbrak in 1191 hun verloving, volgens sommige bronnen omdat Adelheid een kind van zijn vader zou hebben gehad.  Adelheids (half-)broer Filips II van Frankrijk bood haar vervolgens in 1192 aan als echtgenote voor Richards jongere broer, Jan zonder Land, maar de Engelse koningin-moeder Eleonora van Aquitanië verzette zich daartegen.
Adelheid werd in 1195 teruggestuurd naar Frankrijk en uitgehuwelijkt aan Willem III Talvas, graaf van Ponthieu. Zij kregen drie dochters: Johanna (doodgeboren), Maria en Isabella.

## Voorouders
| Voorouders van Adelheid van Vexin (1160-1220) | Voorouders van Adelheid van Vexin (1160-1220)                                   | Voorouders van Adelheid van Vexin (1160-1220)                                   | Voorouders van Adelheid van Vexin (1160-1220)                                   | Voorouders van Adelheid van Vexin (1160-1220)                                   | Voorouders van Adelheid van Vexin (1160-1220)                                      | Voorouders van Adelheid van Vexin (1160-1220)                                      | Voorouders van Adelheid van Vexin (1160-1220)                                       | Voorouders van Adelheid van Vexin (1160-1220)                                       |
| --------------------------------------------- | ------------------------------------------------------------------------------- | ------------------------------------------------------------------------------- | ------------------------------------------------------------------------------- | ------------------------------------------------------------------------------- | ---------------------------------------------------------------------------------- | ---------------------------------------------------------------------------------- | ----------------------------------------------------------------------------------- | ----------------------------------------------------------------------------------- |
| Overgrootouders                               | Filips I van Frankrijk (1052-1108) ∞ Bertha van Holland (1058-1094)             | Filips I van Frankrijk (1052-1108) ∞ Bertha van Holland (1058-1094)             | Humbert II van Savoye (1072-1103) ∞ Gisela van Bourgondië (1075-1133)           | Humbert II van Savoye (1072-1103) ∞ Gisela van Bourgondië (1075-1133)           | Raymond van Bourgondië (1059-1107) ∞ Urraca van Castilië en León (1082-1126)       | Raymond van Bourgondië (1059-1107) ∞ Urraca van Castilië en León (1082-1126)       | Raymond Berengarius III van Barcelona (1082-1131) ∞ Dulcia van Provence (1090-1129) | Raymond Berengarius III van Barcelona (1082-1131) ∞ Dulcia van Provence (1090-1129) |
| Grootouders                                   | Lodewijk VI van Frankrijk (1081-1137) ∞ 1115 Adelheid van Maurienne (1092-1154) | Lodewijk VI van Frankrijk (1081-1137) ∞ 1115 Adelheid van Maurienne (1092-1154) | Lodewijk VI van Frankrijk (1081-1137) ∞ 1115 Adelheid van Maurienne (1092-1154) | Lodewijk VI van Frankrijk (1081-1137) ∞ 1115 Adelheid van Maurienne (1092-1154) | Alfons VII van León en Castilië (1105-1157) ∞ Berengaria van Barcelona (1116-1149) | Alfons VII van León en Castilië (1105-1157) ∞ Berengaria van Barcelona (1116-1149) | Alfons VII van León en Castilië (1105-1157) ∞ Berengaria van Barcelona (1116-1149)  | Alfons VII van León en Castilië (1105-1157) ∞ Berengaria van Barcelona (1116-1149)  |
| Ouders                                        | Lodewijk VII van Frankrijk (1120-1180) ∞ Constance van Castilië (1140-1160)     | Lodewijk VII van Frankrijk (1120-1180) ∞ Constance van Castilië (1140-1160)     | Lodewijk VII van Frankrijk (1120-1180) ∞ Constance van Castilië (1140-1160)     | Lodewijk VII van Frankrijk (1120-1180) ∞ Constance van Castilië (1140-1160)     | Lodewijk VII van Frankrijk (1120-1180) ∞ Constance van Castilië (1140-1160)        | Lodewijk VII van Frankrijk (1120-1180) ∞ Constance van Castilië (1140-1160)        | Lodewijk VII van Frankrijk (1120-1180) ∞ Constance van Castilië (1140-1160)         | Lodewijk VII van Frankrijk (1120-1180) ∞ Constance van Castilië (1140-1160)         |

## Trivia
Het personage Adelheid van Vexin komt voor in (historische) romans, toneelstukken en films. In de film The crusades (1935) wordt ze gespeeld door Katherine DeMille. In de verfilming van James Goldmans toneelstuk The lion in winter (1968) door Jane Merrow.